# Irish League 1963-1964
La stagione 1963-1964 è stata la 63ª edizione della Irish League, massimo livello del campionato nordirlandese di calcio.

## Classifica finale
|  | Pos. | Squadra       | Pt | G  | V  | N | P  | GF | GS |
|  | ---- | ------------- | -- | -- | -- | - | -- | -- | -- |
|  | 1.   | Glentoran     | 33 | 22 | 14 | 5 | 3  | 59 | 29 |
|  | 2.   | Coleraine     | 32 | 22 | 14 | 4 | 4  | 40 | 25 |
|  | 3.   | Derry City    | 29 | 22 | 13 | 3 | 6  | 59 | 33 |
|  | 4.   | Linfield      | 28 | 22 | 12 | 4 | 6  | 53 | 38 |
|  | 5.   | Portadown     | 27 | 22 | 12 | 3 | 7  | 49 | 36 |
|  | 6.   | Ballymena Utd | 24 | 22 | 11 | 2 | 9  | 55 | 52 |
|  | 7.   | Distillery    | 23 | 22 | 9  | 5 | 8  | 63 | 46 |
|  | 8.   | Glenavon      | 21 | 22 | 10 | 1 | 11 | 51 | 50 |
|  | 9.   | Crusaders     | 18 | 22 | 8  | 2 | 12 | 40 | 41 |
|  | 10.  | Ards          | 17 | 22 | 7  | 3 | 12 | 45 | 58 |
|  | 11.  | Bangor        | 6  | 22 | 2  | 2 | 18 | 26 | 76 |
|  | 12.  | Cliftonville  | 6  | 22 | 2  | 2 | 18 | 24 | 80 |

Legenda:

         Campione dell'Irlanda del Nord e qualificata in Coppa dei Campioni 1964-1965
         Vincitrice della Irish Cup e qualificata in Coppa delle Coppe 1964-1965
Note:
Due punti a vittoria, uno a pareggio, zero a sconfitta.

## Statistiche

### Classifica marcatori
| Gol |  | Minuti giocati | Giocatore       | Squadra    |
| --- |  | -------------- | --------------- | ---------- |
| 21  |  | 1800'          | Trevor Thompson | Glentoran  |
| 20  |  | 1890'          | Phil Scott      | Linfield   |
| 19  |  | 1980'          | Denis Guy       | Glenavon   |
| 17  |  | 1530'          | Billy Johnston  | Glenavon   |
| 16  |  | 1800'          | Ken Halliday    | Coleraine  |
| 15  |  | 1350'          | John Cochrane   | Distillery |
| 15  |  | 1980'          | T. Sterritt     | Ards       |
| 14  |  | 1350'          | Fay Coyle       | Derry City |
| 13  |  | 1530'          | Jimmy Meldrum   | Distillery |
| 13  |  | 1620'          | Sammy Pavis     | Glentoran  |